# مسجد سيدنا أبو بكر الصديق
مسجد سيدنا أبو بكر الصديق (بالملايو: Masjid Saidina Abu Bakar As-Siddiq ) هو مسجد بارز ومعروف في منطقة بانجسار في كوالالمبور عاصمة ماليزيا، اسمه المسجد يعود للخليفة الأول للمسلمين أبو بكر الصديق .

## التاريخ
في عام 1976 بدأ الناس في منطقة بانغسار بطلب إنشاء مسجد، وتم الموافقة على طلبهم من قبل الإقليم الاتحادي والمجلس الديني الإسلامي في الخامس والعشرين من شهر تشرين الثاني من عام 1977، وقد عقد اجتماع من قبل الممثلين المحليين مع داتوك عثمان عبد الله ممثل المجلس في السابع والعشرين من شهر تشرين الثاني من عام 1977، تلقى المجلس ما مجموعه 700,000 رينغيت ماليزي من تبرعات الجمهور، اتخذت الحكومة قرارها بالمشروع بالبناء ووضعه في إطار خطة من ثلاث سنوات لبناء المسجد بدأت في عام 1979 واكتمل في مارس عام 1982، تم تسليم الموقع رسميا للمقاول الثامن عشر من شهر يوليو من عام 1980، وتم تسليم المسجد رسميا إلى الحكومة في التاسع والعشرين من شهر آذار عام 1982.

## العمارة
صمم مسجد سيدنا أبو بكر الصديق بطاقة استيعاب تصل إلى 3,500 مصلي، ولكن بعد العمل في التوسعة والترميم في عام 2009 وعام 2010 أمكن للمسجد أن تستوعب أكثر من 500 مصلي فوق طاقته الاستيعابية، الهندسة المعمارية هي من عمارة مساجد الملايو التقليدية، مع مئذنة يبلغ طولها 43.3 متر، والأقواس والقبة يبلغ طولها 16.6 مترا و 24 مترا من الأرض، بالإضافة لتزيين المسجد بالعديد من الزخارف، صمم المسجد على أن يكون مسجد مفتوح حيث يسمح بتدفق الهواء إلى داخل المسجد، كما تم تصميم أبواب المسجد من الخشب الصلب، ونحتت الثقوب وفق النمط الإسلامي في بين الزخارف، وقد بني المسجد من ثلاثة مستويات :
- الطابق الأرضي: وتتكون من غرف لالقاء الدروس الدينية، والمكاتب والمكتبات، وقاعة متعددة الأغراض التي يمكن أن تستوعب ما يصل إلى 200 شخص، ومقصف، ومكان للوضوء ومراحيض .
- الطابق الأول: تتكون من قاعة الصلاة الرئيسية للاستخدام اليومي بطاقة استيعاب عادية تصل إلى 1,000 مصلي، والقدرة الكاملة 4,000 مصلي .
- الطابق الثاني: قاعة إضافية للصلاة أيام الجمعة والمناسبات الخاصة، الجناح الأيسر يحتوي على مدرسة تضم غرف لصفوف ومكتب المدرسة في المجمع، وهناك متجر للكتب ومقصف للجمهور وكذلك لطلاب المدارس .

## الجوائز
تلقى مسجد سيدنا أبو بكر الصديق عدة جوائز بوصفه مسجد مؤقت لمسجد نغارا في كوالالمبور أثناء أعمال الترميم التي لحقت به .